# St. Nikolaus (Gersdorf)
Die römisch-katholische Kirche St. Nikolaus ist eine Filialkirche der Pfarrei Raitenbuch im Nennslinger Gemeindeteil Gersdorf im Bistum Eichstätt und im mittelfränkischen Landkreis Weißenburg-Gunzenhausen.

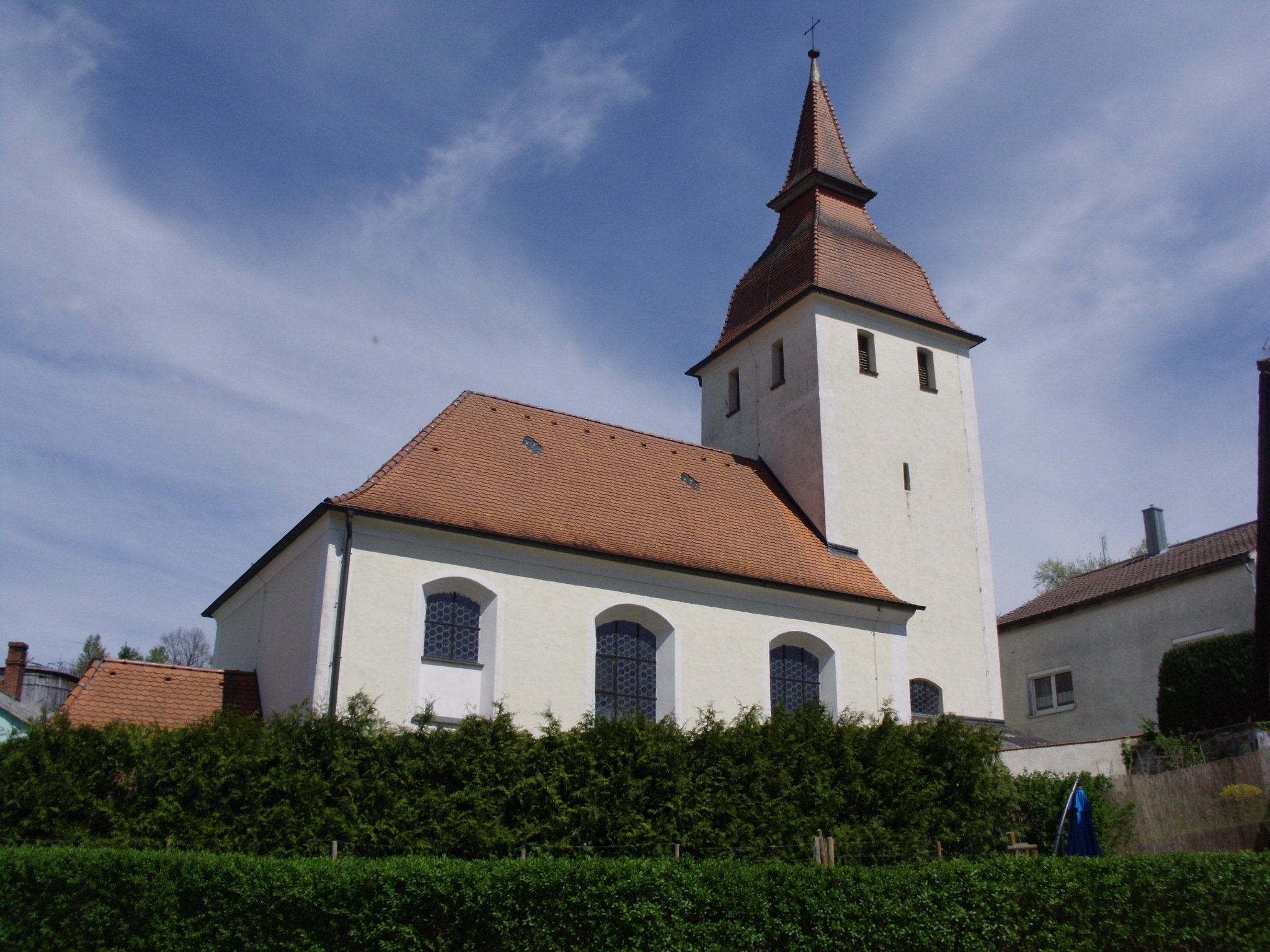
Kath. Filialkirche St. Nikolaus

## Lage
Die Kirche steht in einem ummauerten Friedhof auf einer Erhebung im Dorf von 508 m ü. NHN in Nordwest-Südost-Ausrichtung. An ihr führt die Kreisstraße WUG 16 vorbei.

## Pfarrverhältnisse und Baugeschichte
Gersdorf gehörte zur Urpfarrei Bechthal des Bistums Eichstätt. Die erste Kirche war wahrscheinlich ein hölzerner Bau; sie wurde 1182 unter Bischof Otto als Steinbau neu errichtet. 1336 tauschte Kaiser Ludwig der Bayer die Pfarrei Bechthal und damit auch die Filiale Gersdorf vom Eichstätter Bischof ein und schenkte die Pfarrei Bechthal dem Heilig-Geist-Spital zu Nürnberg, die damit auch das Patronatsrecht bekam. Der nächste Kirchenbau ist laut Visitationsakten von 1601 im Jahr 1440 aufgeführt worden. 1486 erhielt der Eichstätter Bischof auf dem Tauschweg vom Kloster Rebdorf eine ganze Reihe von Gütern zu „Gerersdorf“, und im gleichen Jahr verlieh Kaiser Friedrich dem Bischof von Eichstätt Halsgericht, Stock und Galgen zu Gersdorf.
Nachdem Nürnberg 1525 die Reformation angenommen hatte, wurde die neue Lehre 1528 auch in Bechthal und Gersdorf eingeführt. Daraufhin pfarrte der Bischof von Eichstätt Gersdorf und Reuth am Wald nach Raitenbuch um und entzog dem protestantischen Pfarrer von Bechthal durch den Pfleger von Raitenbuch den Zehnt, woraufhin die Reichsstadt Nürnberg den Pfleger in ihre Mauern gefangen nahm. 1629 kam es zu einem Vergleich zwischen Nürnberg und Eichstätt, demnach Nürnberg unter anderem auch den katholischen Pfarrer zu besolden hatte und das Patronatsrecht an Eichstätt abtrat; dafür verpflichtete sich Eichstätt, die Baulast für Kirche und Pfarrhaus für alle Zukunft zu tragen. Bei der Ratifizierung 1630 wurden jedoch Änderungen vereinbart; unter anderem sollte Nürnberg der Zehnt und die Einkünfte aus dem Widdum ungeschmälert belassen werden. Somit lag die Baulast weiterhin beim Heilig-Geist-Spital, das jedoch wenig Interesse zeigte, auftretende Baumängel an der Gersdorfer Kirche zu beseitigen. Bereits 1601/02 war in einem Visitationsbericht ein schlechter baulicher Zustand der Kirche festgestellt worden, da der evangelische, dem Nürnberger Spital gehörende Widdumbauer, auf dessen Hof der katholische Mesnerdienst lag, sich kaum um die Kirche kümmerte.
1732 wurde der fürstbischöflichen Regierung in Eichstätt über erhebliche Schäden an der Kirche berichtet. 1736 wurde die ruinöse Kirche abgebrochen und 1737 das Langhaus mit freiwilliger finanzieller Beteiligung Nürnbergs nach Plänen des eichstättischen Hofbaudirektors Gabriel de Gabrieli neu gebaut. Auch wurde der Turm, der bis auf zwei Stockwerke abgetragen war, um ein Stockwerk erhöht und mit einem Kuppeldach versehen. Die mit dem Neubau verbundene Hoffnung, zu mehr Gottesdiensten als jeden dritten, vom Raitenbucher Pfarrer gehaltenen Sonntagsgottesdienst zu kommen, erfüllten sich trotz zahlreicher Verhandlungen nicht und scheiterten letztlich am Widerstand der anderen Filialen Raitenbuchs.
Ab 1753 konnten die Gersdorfer ihre Toten auf dem eigenen Friedhof bestatten. 1876 wurden der Turm, das Kirchendach, die Fenster und die Seitenaltäre durch einen Blitzschlag beschädigt; 1877 erfolgte die Reparatur. Renovierungen wurden auch 1923, 1937 und 2016 durchgeführt.

## Baubeschreibung
Die Kirche vom Bautyp Chorturmkirche betritt man im Westen; der Portalbereich ist überdacht. Sie weist einen Chor mit gratigem Kreuzgewölbe im Ostturm auf. Das dreijochige Langhaus ist flachgedeckt. Die Fenster sind rundbogig. Der Turm von quadratischem Grundriss zeigt keine Gliederung; gekrönt wird er von einer Ziegelkuppel, auf der ein vierseitiger Ziegelobelisk sitzt. Die Sakristei befindet sich an der Südseite des Chores.

## Ausstattung
- Der zweisäulige Hochaltar stammt von 1737, wobei die Pläne des Eichstätter Schreiners Georg Leonhard Koller „etwas rokokohafter“ zur Ausführung gelangten. Die Bildhauerarbeiten am Choraltar führte der Eichstätter Bildhauer Joseph Schorer aus.[11]
- Die ebenfalls zweisäuligen Seitenaltäre entstanden in der zweiten Hälfte des 17. Jahrhunderts. Sie stammen aus Pollenfeld und kamen nach dem Blitzschlag von 1876 in die Kirche, wobei die jetzigen Altarbilder eingefügt wurden.[12]
- Die Kanzel an der Nordseite und den Stuck an der Decke und der Empore schuf der Eichstätter Stuckator Franz Xaver Horneis 1738;[13] die von Bandwerk umrahmten Apostelbilder am geschweiften Korpus sind jüngeren Datums. Der Schalldeckel aus Stuck ist kuppelförmig gestaltet.[14]
- Die Antependien malte Hugo Ernst Murmann von Eichstätt, der auch vier Leuchter versilberte und ein Kruzifix fasste.
- Weitere vier Leuchter und ein weiteres Kruzifix fasste der Eichstätter Maler Martin Lukas Zwickl 1744.[13]
- An Figuren sind ein heiliger Nikolaus von 1470/80 (auf dem Hochaltar anstelle eines im 19. Jahrhundert entfernten, vom Martin Lukas Zwickl 1748 gemalten Altarbildes)[15] und eine Madonna aus der zweiten Hälfte des 17. Jahrhunderts zu erwähnen.[14]